# NGC 462
NGC 462 es una galaxia elíptica de la constelación de Piscis. 
Fue descubierta el 23 de octubre de 1864 por el astrónomo Albert Marth.